# Marcus von Weida
Marcus von Weida (* 1450 in Weida; † 1516) war ein Leipziger Dominikaner und kirchlicher Schriftsteller. Er wurde in Weida geboren und trat in früher Jugend dem Orden in Leipzig bei. Um 1483 hielt er sich in Eger im dortigen Kloster auf. Bald darauf kehrte er nach Leipzig als Prediger und Lektor (Lesemeister) zurück.

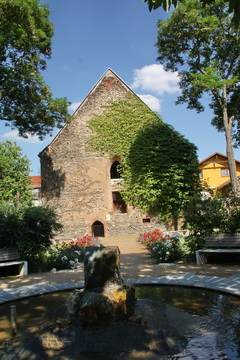
Nonnenhof Weida

1487 wurde er von den Brüdern beauftragt, eine Ordensangelegenheit bei Herzog Friedrich zu befürworten. Im gleichen Jahr erschien sein Hauptwerk, das Traktat Spigell des ehlichen ordens. Es handelte sich um eine Sammlung verschiedener Predigten zum Thema Ehe und Kindererziehung.
1503 gab er das mystische Werk Liber specialis gratiae der Mechthild von Hackeborn bei dem Leipziger Melchior Lotter in Druck. Er berichtet in der Vorrede, dass ihn Herzogin Sidonie von Böhmen in Tharandt empfangen habe und sie dort gemeinsam eine deutsche Übersetzung des Buches studierten, worauf die Herzogin den Wunsch äußerte, dass ein so vortreffliches Buch gedruckt werden möge.
Das Nonnenkloster Weida führte er zusammen mit der Priorin Margaretha von Hutten zu wirtschaftlicher Blüte.
Ab 1513 war Marcus von Weida als Regens für das Studium am Leipziger Dominikanerkloster verantwortlich, später wurde er Vicarius.
Am 26. Juli 1516 wurde er zum letzten Mal urkundlich erwähnt.

## Schriften
- Spigell des ehlichen ordens. 1487
  - Anthony van der Lee (Hrsg.): Marcus von Weida, Spigell des ehlichen Ordens (= Quellen und Forschungen zur Erbauungsliteratur des späten Mittelalters und der frühen Neuzeit. Band 1). Assen 1972.
- Ein Nutzliche Lere und unterweysunge wye und was. der mensch bethen solle. 1502 bei Melchior Lotter in Leipzig
- Das buch geistlicher gnaden, offenbarunge, wunderliches vnde beschawlichen lebens der heiligenn iungfrawen Mechtildis vnd Gertrudis, Closter iungfrawen des closters Helffede. Leyptzk : Lotter, 1503 online
- Der Spiegel hochloblicher Bruderschafft des Rosenkrantz Marie, der allerreinsten Jungfrawen: vff begere, der durchlauchtigen hochgebornen Furstin, vnd frawen … Barbara geborn auß königliche[m] Stam[m] czu Poln, Hertzogin czu Sachssen, Lantgrauin in Doringe[n] vn[d] Margkgrauin czu Meyssen. czu Leyptzk gemacht, vnd gedruckt 1515 bei Melchior Lotter in Leipzig online